# Quỹ đạo chuyển tiếp địa tĩnh

Quỹ đạo chuyển tiếp Hohmann(2) từ quỹ đạo (1) cho đến quỹ đạo (3) có bán kính lớn hơn

Quỹ đạo chuyển tiếp địa tĩnh (Tiếng Anh: Geostationary transfer orbit (GTO)) là một dạng quỹ đạo chuyển tiếp Hohmann - quỹ đạo hình elip dùng để chuyển tiếp giữa hai quỹ đạo tròn đồng tâm khác bán kính - nhằm đưa vệ tinh lên quỹ đạo địa tĩnh (GEO).
GEO phù hợp cho nhiều mục đích dân sự và quân sự, nhưng cần ∆v  (delta-v: đại lượng chỉ sự thay đổi xung lực cần thiết để thoát khỏi hay hạ cánh lên một thiên thể hay thay đổi quỹ đạo) lớn. Vì mục đích duy trì quỹ đạo, vệ tinh GEO thường được trang bị động cơ có lực đẩy yếu nhưng hiệu suất cao, nếu tên lửa cung cấp ∆v cần thiết để đạt GTO, vệ tinh chỉ cần lấy thêm  ∆v  từ động cơ được trang bị để thoát lên GEO, từ đó tối đa hóa tải trọng mỗi lần phóng.